# Giulia De Lellis
Giulia De Lellis (Roma, 15 gennaio 1996) è un personaggio televisivo e imprenditrice italiana; ha raggiunto la notorietà partecipando alla trasmissione televisiva Uomini e donne, dopo la quale ha partecipato a diversi reality show, pubblicato il libro autobiografico Le corna stanno bene su tutto. Ma io stavo meglio senza!, scritto insieme alla scrittrice Stella Pulpo. Dal 2021 è conduttrice di alcuni programmi in onda su Real Time.

## Biografia
È nata il 15 gennaio 1996 a Roma da Giulio De Lellis e Sandra Piciacchia, e cresciuta a Pomezia. Si è diplomata all'Istituto professionale di moda ed arte a Nettuno. Dal 2016 ha partecipato a programmi TV di intrattenimento, tra cui Uomini e donne e Grande Fratello VIP. Dal 2018 è testimonial di varie campagne pubblicitarie, tra cui Maybelline e Blumarine.
Nel 2019 scrive con Stella Pulpo il libro Le corna stanno bene su tutto. Ma io stavo meglio senza!, edito da Mondadori, basato sulla rottura con Andrea Damante, che De Lellis ha incontrato a Uomini e donne nel 2016. In pochi mesi il libro ha venduto oltre centomila copie e a fine anno è risultato il libro più venduto in Italia su Amazon.
Debutta come attrice nel 2019 nella web serie Una vita in bianco, distribuita sulla piattaforma online Witty TV, e nel 2021 partecipa al film di Michela Andreozzi Genitori vs influencer, successivamente candidato come miglior film commedia ai Nastri d'argento 2021. Nel 2024 prende parte al cortometraggio 101% diretto da Serena Corvaglia e presentato alla 81ª Mostra internazionale d'arte cinematografica di Venezia.
Nel 2020 conduce assieme a Gemma Galgani il format d'intrattenimento Giortì, distribuito su Mediaset Play e Witty TV il 24 dicembre, che si pone subito ai vertici delle classifiche dei programmi più visti sul web. Nel 2021 viene scelta per condurre la prima edizione italiana del reality Love Island, in onda su Discovery+, ma il programma registra bassi ascolti.
Nel 2023 torna alla conduzione col talent Call of Beauty  assieme al make-up artist Manuele Mameli proseguito dal format d'amore Amore alla prova - La crisi del settimo anno entrambi trasmessi su Real Time. Nel 2025 fa parte del cast di Red Carpet - Vip al tappeto distribuito su Prime Video.
Altre Attività
Nel 2023 lancia sul mercato il beauty brand Audrer, una linea di prodotti di make-up e skincare.

## Vita privata
Ha avuto una relazione con il DJ e influencer Andrea Damante conosciuto nel programma Uomini e donne dal 2016 al 2018, per poi ritornarci brevemente insieme dal 2019 al 2020. Dal 2018 al 2019 ha frequentato il cantante Irama. Nel 2019 è stata legata al pilota di MotoGP Andrea Iannone. Dal 2020 al 2024 ha avuto una relazione con Carlo Gussalli Beretta, erede della famiglia Beretta. Dal giugno 2024 ha una relazione con il rapper Tony Effe.

## Filmografia

### Cinema
- Genitori vs influencer, regia di Michela Andreozzi (2021)

### Webserie
- Una vita in bianco (Witty TV, 2019)

Cortometraggio
- 101% Raiplay, regia di Serena Corvaglia (2024)

### Video musicali
- Follow My Pamp di Andrea Damante (2017)

## Programmi televisivi
- Uomini e donne (Canale 5, 2016) Corteggiatrice
- Pomeriggio Cinque (Canale 5, 2016) Opinionista
- Grande Fratello VIP 2 (Canale 5, 2017) Concorrente
- Mai dire Talk (Italia 1, 2018) Ospite fissa
- Speciale Uomini e donne - La scelta (Canale 5, 2019)
- Giortì (Mediaset Play, 2020)
- Love Island Italia (Discovery+, Real Time, 2021)
- Love Island: Reunion (Discovery+, Real Time, 2021)
- Call of beauty  (Real Time, 2023)
- Amore alla prova - La crisi del settimo anno (Real Time, 2023)
- Red Carpet - Vip al tappeto (Prime Video, 2025) VIP

## Opere
- Giulia De Lellis e Stella Pulpo, Le corna stanno bene su tutto. Ma io stavo meglio senza!, Mondadori, 2019, ISBN 9788891822581.